# Лесото на літніх Олімпійських іграх 1996
Лесото брала участь у Літніх Олімпійських іграх 1996 року в Атланті (США), в шостий раз за свою історію, але не завоювала жодної медалі. Збірну країни представляло дев'ять спортсменів.

## Результати

### Легка атлетика
| Спортсмен                                                 | Дисципліна       | Перший раунд | Перший раунд | Чвертьфінал      | Чвертьфінал      | Півфінал          | Півфінал          | Фінал             | Фінал             |
| Спортсмен                                                 | Дисципліна       | Результат    | Місце        | Результат        | Місце            | Результат         | Місце             | Результат         | Місце             |
| --------------------------------------------------------- | ---------------- | ------------ | ------------ | ---------------- | ---------------- | ----------------- | ----------------- | ----------------- | ----------------- |
| Мфо Моробе                                                | 400 м            | 47.54        | 50           | Завершив виступи | Завершив виступи | Завершив виступи  | Завершив виступи  | Завершив виступи  | Завершив виступи  |
| Ісаак Сетітле Мотласі Масіла Макоеко Маханетса Мфо Моробе | Естафета 4×400 м | 3:15.67      | 29           | Н/Д              | Н/Д              | Завершили виступи | Завершили виступи | Завершили виступи | Завершили виступи |
| Табісіо Ралехетла                                         | Марафон          | Н/Д          | Н/Д          | Н/Д              | Н/Д              | Н/Д               | Н/Д               | 2:18:26           | 29                |

| Спортсменка                                                   | Дисципліна       | Перший раунд | Перший раунд | Чвертьфінал       | Чвертьфінал       | Півфінал          | Півфінал          | Фінал             | Фінал             |
| Спортсменка                                                   | Дисципліна       | Результат    | Місце        | Результат         | Місце             | Результат         | Місце             | Результат         | Місце             |
| ------------------------------------------------------------- | ---------------- | ------------ | ------------ | ----------------- | ----------------- | ----------------- | ----------------- | ----------------- | ----------------- |
| Лінео Шоаї                                                    | 200 м            | 26.25        | 46           | Завершила виступи | Завершила виступи | Завершила виступи | Завершила виступи | Завершила виступи | Завершила виступи |
| Себонгіль Селло Мапотлакі Тселло Нтебохеленг Коана Лінео Шоаї | Естафета 4×100 м | DSQ          | DSQ          | Н/Д               | Н/Д               | Н/Д               | Н/Д               | Завершили виступи | Завершили виступи |